# Табелбу
Табелбу (араб. تبلبو) — село в Тунісі. Входить до складу вілаєту Габес та знаходиться поблизу Габесу. Станом на 2004 рік тут проживало 13 524 особи.